# Věroslav Juránek
Věroslav Juránek (14. července 1920 Loučka – 8. září 2002) byl český fotbalový útočník, lední hokejista a později funkcionář v TJ Gottwaldov (1969–1986). Je pohřben ve Zlíně.

## Hráčská kariéra
V I. lize hrál během války za SK Baťa Zlín, aniž by skóroval.

### Prvoligová bilance
| Ročník             | Zápasy | Góly | Minuty | Klub         |
| ------------------ | ------ | ---- | ------ | ------------ |
| I. liga 1939/40    | 1      | 0    | 90     | SK Baťa Zlín |
| CELKEM I. ČS. LIGA | 1      | 0    | 90     |              |